# 莫罗佐夫卡农村居民点 (罗索希区)
莫罗佐夫卡农村居民点（俄语：Морозовское сельское поселение）是俄罗斯联邦沃罗涅日州罗索希区所属的一个农村居民点。其下辖有6个居民点，行政中心为莫罗佐夫卡。据2016年统计，该农村居民点的人口为2057人。